# Reflection (sang)
"Reflection" (udgivet 1998) er titlen på den første og eneste single fra soundtracket til filmen Mulan. Den er samtidigt den første single, som sangerinden Christina Aguilera udgav i sin karriere som soloartist (den regnes dog almindeligvis ikke for hendes debutsingle; dette tilfalder singlen "Genie in a Bottle" fra hendes album Christina Aguilera (album)). Singlen blev senere en del af Aguileras debutalbum. Selvom "Reflection" ikke regnes for at have placeret hende som en superstjerne, var det dén, som introducerede hende for det internationale publikum og bidrog til hendes ambition om en pladekontrakt. Sangen blev senere nomineret til en Golden Globe i kategorien 'Best Original Song for a Motion Picture'. Den danske udgave, "Spejlbilledet", blev sunget af Pernille Højgaard.
| Musik | Spire Denne musikartikel er en spire som bør udbygges. Du er velkommen til at hjælpe Wikipedia ved at udvide den. |